# TWO LOVE
『TWO LOVE 〜二つの愛の物語〜』（トゥー・ラブ ふたつのあいのものがたり）は、2005年（平成17年）公開の日本映画。2006年6月10日からはホールを中心に全国公開された。
デビュー30周年に浜田省吾が2005年6月に発売した「I am a father」、10月に発売した「Thank you」をモチーフにした二つのショートムービー。

## ストーリー
「キャッチボール」
康汰と綾佑は、父を驚かせるために、単身赴任の父の住む新潟へ初めての二人旅に出た。父隆夫は、仕事上のトラブルで取引先に向かうが、納品物を積んだトラックが事故を起こし、奮闘する間に時間だけが過ぎていく。一方、康汰と綾佑は、なんとか父の家にたどり着いたが、すでに日が暮れそうになっていた。しかし、父は家にいなかったので、二人は捜しに出かけることにした。父親を想う子供たちと子供たちのために必死に働く父親の姿が交錯する親子愛が感じられる一日の物語。
「君と歩いた道」
高校一年の二学期に美しい少女真琴が転校してきた。クラスで注目を浴びるが真琴はいつも孤独好んでいた。

## キャスト
「キャッチボール」
- 時任三郎 - 山田隆夫
- 康汰 - 山田康汰
- 島綾佑 - 山田綾佑
- 吹越満 - 清水
- 眞島秀和 - 大村
- 熊耳宏之 - 松本
- 水橋研二 - 運転手
- コビヤマ洋一 - 先輩運転手
- 田中要次 - 駅員
- 村松利史 - トイレの男
- CHIKA

「君と歩いた道」
- 柳生みゆ - 真琴
- 森田直幸 - 大吾
- 江口のりこ
- 滝沢涼子
- 並樹史朗
- 李鐘浩

## スタッフ
- 監督:橋本直樹
- 脚本:橋本直樹
- プロデューサー：岩熊信彦
- 撮影：柳田裕男
- 照明：市川徳充
- 録音：秋山和恵 - キャッチボール
- 録音：古谷正志 -  君と歩いた道
- 製作：ロードアンドスカイ
- 制作：ウィルコ
- 企画協力：ブレス

## 主題歌
- キャッチボール
  - 「I am a father」 -  浜田省吾
- 君と歩いた道
  - 「Thank you」 -  浜田省吾